# Lucie Baudu
Lucie Baudu (Pithiviers, 9 de septiembre de 1993) es una deportista francesa que compite en piragüismo en la modalidad de eslalon.
Ganó tres medallas en el Campeonato Mundial de Piragüismo en Eslalon, en los años 2014 y 2018, y seis medallas en el Campeonato Europeo de Piragüismo en Eslalon entre los años 2017 y 2022.

## Palmarés internacional
| Campeonato Mundial | Campeonato Mundial             | Campeonato Mundial | Campeonato Mundial |
| Año                | Lugar                          | Medalla            | Competición        |
| ------------------ | ------------------------------ | ------------------ | ------------------ |
| 2014               | Deep Creek (Estados Unidos)    | Medalla de bronce  | C1 por equipos     |
| 2018               | Río de Janeiro (Brasil)        | Medalla de oro     | K1 por equipos     |
| 2018               | Río de Janeiro (Brasil)        | Medalla de bronce  | C1 por equipos     |
| Campeonato Europeo |                                |                    |                    |
| Año                | Lugar                          | Medalla            | Competición        |
| 2017               | Tacen (Eslovenia)              | Medalla de bronce  | K1 por equipos     |
| 2018               | Praga (República Checa)        | Medalla de plata   | C1 por equipos     |
| 2019               | Pau (Francia)                  | Medalla de oro     | K1 por equipos     |
| 2020               | Praga (República Checa)        | Medalla de plata   | K1 por equipos     |
| 2020               | Praga (República Checa)        | Medalla de bronce  | C1 por equipos     |
| 2022               | Liptovský Mikuláš (Eslovaquia) | Medalla de plata   | C1 por equipos     |